# Massimo Nunzi
Massimo Nunzi (25 maggio 1962) è un compositore, trombettista e musicologo italiano.
Compone e dirige per formazioni multiformi, dal quartetto d'archi agli ensemble di fiati, dalla Big Band jazz all’Orchestra Sinfonica, negli ultimi anni, continuando a comporre ed eseguire musica per la radio, per la tv, per il cinema e per il teatro, ha ideato originali format di divulgazione musicale ad alta interazione con il pubblico.
Esordisce come trombettista e suona con  Don Cherry, Lester Bowie, Dizzy Gillespie, John Cage, Toshiko Akiyoshi, Enrico Pieranunzi, Gianluigi Trovesi, Christian Meyer, Gabriele Mirabassi, Gianluca Petrella, Mederic Collignon, Maria Laura Baccarini, calcando i palchi dei festival, club e dei teatri italiani  negli anni ‘80 e ’90, 2000, dirigendo l’orchestra della RAI, partecipando a programmi radiofonici di RadioRAI e alle produzioni cinematografiche Istituto Luce, Cattleya, Rai Cinema, Indigo e film e programmi RAI TV. Ha composto, arrangiato ed eseguito le musiche per spettacoli teatrali, opere di musica contemporanea come "La tempesta" con Nicolò Fabi e Ada Montellanico, musiche per balletto e concerti per teatri italiani come il Teatro Civico di Milano, la Casa del Jazz di Roma, il Teatro Piccolo Eliseo, l'Auditorium Parco della Musica nonché per produzioni per Radio France come l'opera Sentimental Funeralies nel 2002, e nel 2012 Calvinologie, con il poeta Yann Apperry e i grandi concerti quale compositore, arrangiatore e direttore di orchestra per festival musicali internazionali come Icastica Arezzo, Roma Jazz Festival, Umbria Jazz, Entroterre Festival e il Festival di Caserta.
La sua musica è stata costantemente influenzata dal Jazz, ma anche dalle opere di musica Classica e Contemporanea, così come dal pop d’autore, sempre alla ricerca di sperimentazione compositiva e performativa. Sin da giovanissimo affascinato dalle colonne sonore delle serie tv, delle trasmissioni televisive e radiofoniche anni ’70 e ‘80, ha elaborato la sua estetica musicale arricchendola continuamente dei linguaggi, suoni e riflessioni di musicisti, artisti e affetti di spessore internazionale, come il trombettista Chet Baker, l’autore Andrea Camilleri, la cantante Tosca, Petra Magoni, collaborando con autori d’ogni genere musicale e letterario come il gruppo rap Colle der Fomento o la poetessa contemporanea Doris Kareva. Ha fondato l'Orchestra Trombe Rosse nel 1987 e l'Orchestra Operaia nel 2014, l'Orchestra Observatorium nel 2018 e attualmente ha varato l'Orchestra Live Jazz Dance (with an Orchestra) che debutterà alla Nuvola di Roma nel 2024.

## Biografia
Dirige l'orchestra RAI per la prima volta a 29 anni con Oscar Valdambrini, Dino Piana, Franco Piana, Alberto Corvini ed Antonello Vannucchi fra i solisti, per poi vedersi affidate dalla RAI Radio Televisione Italiana nell'arco della carriera le composizioni, gli arrangiamenti e l'esecuzione delle musiche di trasmissioni come La cresta dell'onda, Splash un'estate al massimo, La notte dei David di Donatello, Granpaese varietà come trombettista con Tommaso Vittorini, compone per documentari de "La Grande Storia di Rai 3" e de "i Grandi del Cinema italiano" nonché la colonna sonora di film tv come "Crimini" e la serie tv "Sirene" accanto al regista Davide Marengo.
Partecipa al Festival di Berlino nel 1999 con la colonna sonora di “Vuoti a Perdere” di Massimo Costa. Realizza le colonne sonore di una decina di film l'ultimo dei quali "Gli Infedeli" di Stefano Mordini 2019.
Nel 2003 sviluppa appositamente per i teatri di cintura del Comune di Roma due format di spettacolo: “Giocajazz” per il Quarticciolo e “Jazz istruzioni per l’uso” per il Teatro del Lido di Ostia. “Jazz istruzioni per l’uso” registra il sold out al Teatro Sistina di Roma per 14 concerti nel 2005/2006: oltre l’esecuzione di brani che attraversano tutta la storia del jazz, Massimo induce il pubblico a riflettere e interagire con l’orchestra spiegando aneddoti, storie e introducendo elementi musicali caratterizzanti al fine di fornire allo spettatore strumenti di lettura e comprensione musicale. Il progetto è diventato poi oggetto di un documentario di approfondimento sul jazz in 12 puntate edito dal gruppo Repubblica-L’Espresso dal nome “I Grandi del Jazz”, nonché un volume di Laterza Editore.
Lo spot Mastercard “O me o la musica” con la sua composizione originale viene premiato come miglior spot dell’anno TOP BRAND ADVERTISING 2004.
Nel 2014 e 2015 i lettori della rivista internazionale di settore “Jazzit” gli assegnano il primo posto come arrangiatore.
Repubblica lo inserisce nella collana discografica “Jazz Italiano Live 2016”; tra i 18 musicisti scelti da Repubblica Nunzi compare accanto a Paolo Fresu, Stefano Bollani, Roberto Gatto, Enrico Rava, Gianluca Petrella, Enrico Pieranunzi e Fabrizio Bosso.
In occasione delle festività natalizie 2018 Radio France trasmette la Radio-Opera, sua composizione originale commissionata da Radio France - France Culture, “Le Derniere Livre de la Jungle” eseguito dall’Orchestra Filarmonica ed il Coro di Radio France.
Dal 2019 al 2023 l'Auditorium Parco della Musica "Ennio Morricone" di Roma espande l'offerta formativa inserendo un laboratorio d'orchestra dedicato ai più giovani, la Jazz Campus Kids Orchestra e ne affida la direzione a Massimo Nunzi. Realizza concerti con la Jazz Campus al Quirinale, ad Umbria Jazz e per due volte al Roma Jazz   Festival.
Il Libro della Giungla è stato eseguito il 5 luglio 2023 al teatro Zubin Mehta di Firenze per il Maggio Musicale Fiorentino con la Jazz Campus e l'orchestra dei Ragazz3 di Fiesole.